# Gboard
Gboard — застосунок екранної клавіатури, розроблений Google для пристроїв на базі Android і iOS. Був випущений на iOS в травні 2016 року, а пізніше як велике оновлення Клавіатури Google на Android в грудні 2016 року.
Gboard поєднує в собі функції: безперервного введення, автодоповнення, прогнозування тексту, голосовий ввід тексту, пошук Google, який включає видання та прогнозування відповідей, легке розташування та обмін емодзі (в тому числі пропозиція замінити слова на емодзі та розпізнавання намальованих емодзі) та GIF-зображень. Станом на серпень 2018 року Gboard перетнув позначку 1 млрд встановлень в Google Play Store, реалізована підтримка 916 мов, регіональних та орфографічних варіантів (жовтень 2020 року).

## Особливості
- Введення тексту проведенням по клавіатурі;
- За допомогою кнопки пробіл, якщо рухати вліво-вправо, можна швидко переміщатися по тексту;
- Режим керування однією рукою;
- Повноцінний режим редагування тексту;
- Теми і можливість створення теми із власним зображенням;
- «Студія смайлів» (раніше «Кухня смайлів»), в якій можна об'єднувати різні певні емодзі і надсилати в підтримувані месенджери як наклейку.

## Критика
Нейтан Оліварез-Джайлз з The Wall Street Journal оцінив клавіатуру, зокрема, інтегрований пошук Google. Однак він зазначив, що додаток нині не підтримує інтеграцію з іншими програмами на пристрої. Це означає, що запити на зразок «купити квитки на фільм „Капітан Америка“» відправили його в веббраузер, а не в додаток кінотеатру, встановленого на пристрої. Він також похвалив рушій інтелектуального введення.